# Prince Louis Football Club
Le Prince Louis FC est un club burundais de football basé à Bujumbura.

## Palmarès
- Championnat du Burundi
  - Champion : 1976, 2001

- Coupe du Burundi
  - Vainqueur : 1992

- Coupe Kagame inter-club
  - Finaliste : 2002

## Anciens joueurs
- Mohammed Tchité
- Musaba Selemani